# María José Lecha i González
María José Lecha i González (Barcelona, 1957) és una administrativa, sindicalista i activista social catalana, alcaldable per la Candidatura d'Unitat Popular a les eleccions municipals de 2015 a Barcelona.

## Biografia
Nascuda l'any 1957 a Barcelona provinent d'una família d'origen aragonès, va créixer al barri barceloní d'Hostafrancs. Inicià la seva militància política al PORE quan tenia 14 anys. Tres anys després, abandonà la clandestinitat i entrà en el món laboral, on desenvolupa des d'aleshores funcions d'administrativa pública de l'Hospital de la Santa Creu i Sant Pau de Barcelona. Ja als inicis, s'integrà al comitè d'empresa de l'hospital en el departament de la llar d'infants. Durant l'escolarització dels seus fills, presidí l'AMPA del centre educatiu. L'any 2000 ingressà de nou al moviment sindical, desenvolupant tasques al comitè d'empresa de l'hospital i afiliant-se la Federació de Treballadors i Treballadores de Catalunya (FTC-IAC). En l'àmbit polític, també participà en l'Assemblea de Drets Socials de l'Eixample, espai on es feu famosa en la lluita contra les retallades i la privatització de la Sanitat. Després de residir al barri de la Sagrada Família, actualment viu al del Fort Pienc.
A les eleccions al Parlament de Catalunya de 2012 fou escollida en vint-i-cinquè lloc per la circumscripció de Barcelona de la CUP-Alternativa d'Esquerres. El 28 de febrer de 2015 fou escollida com a cap de llista de la CUP-Capgirem Barcelona per a les eleccions municipals de 2015 a Barcelona, en la condició d'independent.
Va renunciar a la seva acta de regidora en juny de 2018.